# Manuel Cabanas
Manuel dos Santos Cabanas, também conhecido como Mestre Manuel Cabanas (Vila Nova de Cacela, 11 de fevereiro de 1902 — Faro, 25 de maio de 1995), foi um mestre de xilogravura, autodidata e republicano português, membro fundador do Partido Socialista, de Portugal.

## Biografia
De origem humilde, filho de modestos proprietários agrícolas, também naturais de Vila Nova de Cacela, Manuel Cabanas fez a instrução primária, tendo neste período se dedicado ao campo como forma de trabalho. Em 1920 passou a trabalhar como encarregado da manutenção das mercadorias e das bagagens na ferrovia. Dois anos depois mudou-se para cidade de Barreiro, quando passou a desenvolver cargos e funções no Sindicato dos Ferroviários do Sul e Sueste, mobilizando a classe para a defesa dos seus direitos, o que naquela época era considerado um delito subversivo pelo fascismo.
Em 1927, por ocasião da revolução de 7 de fevereiro, Manuel Cabanas teve o primeiro embate com a ditadura, quando a convite do almirante Mendes Cabeçadas Júnior, integrou a comissão revolucionária local. Foi neste ano que Cabanas foi preso pela primeira vez, quando, ao dirigir-se para o quartel de marinheiros de Vale de Zebro, a fim de ganhar aquela unidade para a causa dos revolucionários, é preso à entrada dessa unidade militar. Pouco tempo passado, Manuel Cabanas seria restituído à liberdade. Como represália, é enviado para o trabalho noturno, na estação dos Caminhos de Ferro da Moita do Ribatejo, tendo nela permanecido por dez anos, onde, de forma discreta, mantinha atividade política de oposição ao regime, o que o levou a relacionar-se com importantes intelectuais e políticos portugueses tais como, Aquilino Ribeiro, Ramada Curto, Bento de Jesus Caraça, Câmara Reis, Piteira Santos, José Magalhães Godinho, Vasco da Gama Fernandes, Jaime Cortesão, Raul Proença, Raul Rego, Arlindo Vicente dentre outros, com os quais além de conviver, participou em vários atos políticos.
Durante o regime fascista, Manuel Cabanas envolve-se na realização de obras de melhoramento social da classe dos trabalhadores. De 1924 a 1930, Cabanas faz parte da direção do Asilo D. Pedro V, no Barreiro, uma instituição muito pobre, onde consegue melhorias no equipamento e nos serviços. Durante dezoito anos desenvolve grande atividade em prol da Comissão Nacional de Assistência aos Tuberculosos, iniciativa esta que lhe valeu nova prisão.
Durante a década de 30 do século XX, participou em todas as ações de vulto da Oposição Democrática, mantendo-se ligado à tendência socialista e foi cofundador do Partido Socialista.'Na Memória de Manuel Cabanas, O Cidadão e o Artista - 11 de Fevereiro. Sítio Governo Civil do Distrito de Faro <http://www.gov-civil-faro.pt/detalhe/default.asp?t=notc&id=338> Acessado em 4 de abril de 2010.</ref>
A partir de 1938, Manuel Cabanas deu início a uma intensa atividade artística no campo da gravura em madeira, encetando uma ruptura abrupta com as técnicas tradicionais de gravação. No início de sua carreira artística, os desenhos xilogravados por Cabanas eram feitos por seu amigo o pintor Américo Marinho, com o passar do tempo, o próprio artista passou a desenhar para posteriormente esculpir na madeira de Buxo. Em 1939 começou a expor os seus trabalhos, o que lhe valeu vários prémios, entre eles a medalha de ouro das Belas Artes.
Nas décadas de 40, 50 e 60 dirigiu as campanhas da oposição no Distrito de Setúbal e foi mandatário dos candidatos presidenciais oposicionistas. Aposentado compulsivamente da CP em 1963, por razões políticas, foi funcionário da ordem dos advogados e professor do ensino técnico, sendo demitido deste, em 1968, por ser considerado contrário aos altos interesses do Estado. Depois de 25 de Abril de 1974, já septuagenário, foi chefe de Redação da Revista do Povo Autodidata, deveu a sua formação intelectual ao estudo individual e ao convívio com alguns dos maiores vultos do pensamento e das letras do seu tempo: Aquilino Ribeiro, António Sérgio, Francisco Vieira de Almeida, Jaime Cortesão e Ferreira de Castro, entre outros. Integrou, nos anos 50 e 60, as tertúlias da Livraria Bertrand e do consultório do Professor Francisco Pulido Valente, ao Chiado (esta última imortalizada no quadro A Leitura, de Mestre Abel Manta). Foi sócio efetivo da Sociedade Nacional de Belas-Artes. Em 1974, doou o essencial da sua obra xilográfica original e a sua coleção de arte ao Museu Municipal de Vila Real de Santo António, de que foi o Conservador nos últimos anos de vida.
Mestre maçon, pertenceu aos quadros do Grande Oriente Lusitano.
Faleceu aos 93 anos de idade, no dia 25 de maio de 1995, no hospital de Faro.

## Reconhecimento
Um busto em bronze, descerrado em 1993 pelo Presidente Mário Soares, perpetua a sua memória em Vila Nova de Cacela. A sua coleção artística encontra-se exposta no Espaço Manuel Cabanas, no Arquivo Histórico Municipal António Rosa Mendes, em Vila Real de Santo António, desde 11 de fevereiro de 2012. 
Foi homenageado, em 1983, pela Câmara Municipal do Barreiro que decidiu homenageá-lo na área das Artes e Letras, com Galardão Barreiro Reconhecido. 
Em 1985, Manuel Cabanas foi condecorado com a Ordem da Liberdade, no grau de Comendador, pelo então Presidente da República, António Ramalho Eanes. Em 1993, foi agraciado pelo Presidente da República, Mário Soares, com o grau de Comendador da Ordem do Infante D. Henrique.